# ناو پیمونته
ناو پیمونته (به انگلیسی: Italian cruiser Piemonte) یک کشتی بود که طول آن ۹۷٫۸۳ متر (۳۲۱٫۰ فوت) بود. این کشتی در سال ۱۸۸۸ ساخته شد.